# Eileen Paisley
Eileen Emily Paisley, baronne Paisley de St George, Baronne Bannside (née Cassells; le 2 novembre 1931, Belfast), est une personnalité politique d'Irlande du Nord, vice-présidente du Parti Unioniste Démocratique, et la veuve de Ian Paisley, l'ancien leader du DUP. Elle devient Pair à vie en 2006. Elle prend sa retraite de la chambre des Lords, le 30 octobre 2017.

## Famille
Eileen Emily Cassells se marie avec Ian Richard Kyle Paisley, le 13 octobre 1956. Ils ont cinq enfants, une fille, Rhonda (diplômée de l'Université Bob Jones, qui est membre du Conseil municipal de Belfast, mais a depuis longtemps quitté la politique), et deux autres filles, Sharon et Cherith. Ils ont aussi deux fils, les jumeaux Kyle et Ian.

## Carrière
Eileen Paisley est élue conseiller municipal de Belfast en 1967, pour le Parti unioniste protestant, le précurseur du DUP, trois ans avant que son mari ne soit élu à Stormont et à Westminster en 1970. Elle est également élue à l'Assemblée d'Irlande du Nord en 1973 et à la Convention constitutionnelle d'Irlande du Nord en 1975, représentant Belfast Est à chaque fois.
Elle est l'une des trois premiers membres de la DUP créés Pair à vie. Elle est désignée le 14 juin 2006, comme baronne Paisley de Saint-Georges, Saint-Georges dans le Comté d'Antrim. Elle est installée à la Chambre des lords le 3 juillet 2006. En juin 2010, elle ajoute à son nom le titre de courtoisie de baronne Bannside, du Nord d'Antrim dans le Comté d'Antrim, lorsque son mari est également élevé à la pairie. Le 6 juin 2013, elle prend un congé de la chambre des Lords avant de prendre sa retraite en octobre 2017.